# Tadeusz Matusiak (elektryk)
Tadeusz Matusiak (ur. 22 kwietnia 1912 w Trzanowicach na Zaolziu, zm. 18 stycznia 2001 we Wrocławiu) – polski inżynier elektryk, doktor nauk technicznych, pracownik Politechniki Wrocławskiej, pionier krótkofalarstwa polskiego.

## Życiorys
Był synem Klemensa, polskiego działacza narodowego na Śląsku Cieszyńskim, nauczyciela, kapitana Wojska Polskiego, oraz Heleny z Kukuczów. Maturę zdał w 1931 w Liceum Humanistycznym im. Józefa Piłsudskiego w Bielsku i rozpoczął studia na Oddziale Elektrycznym Wydziału Mechaniczno-Elektrycznego Politechniki Lwowskiej. Dopiero w 1939 uzyskał absolutorium, ale zdaniu końcowych egzaminów dyplomowych przeszkodził wybuch wojny. 
W latach studiów był zaangażowanym krótkofalowcem; pasję tę ujawnił już jako nastolatek, konstruując w 1924 odbiornik i nadajnik oraz nawiązując kontakty międzynarodowe, co w tamtym okresie było rzadkością. Był członkiem Klubu Krótkofalowców we Lwowie oraz posiadaczem licencji nr 46 Polskiego Związku Krótkofalowców, w 1937 jako student IV roku wyróżniony został II nagrodą Ministerstwa Spraw Wojskowych za elektroniczny pomiar wysokości lotu. Od 1936 pracował jako technik zmianowy w Polskim Radiu we Lwowie, od 1938 redagował miesięcznik lwowski "Krótkofalowiec polski". Kierował też laboratorium Lwowskiego Klubu Krótkofalowców. 
Jako pracownik radia oraz znany krótkofalowiec po wybuchu wojny opuścił Lwów. Powojennym miejscem zamieszkania Matusiaka stał się Wrocław, gdzie uzyskał on w 1947 dyplom Wydziału Elektrycznego Politechniki (zagubiony w zawierusze wojennej indeks dotarł do Wrocławia aż z Egiptu). Został następnie pracownikiem Politechniki Wrocławskiej, w latach 1947–1965 pracował w Katedrze Pomiarów Elektrycznych, w latach 1965–1977 w Katedrze Układów Elektromaszynowych. W 1965 uzyskał dyplom doktora nauk technicznych. Zajmował się w pracy zawodowej elektroniką i krótkofalarstwem, po wojnie był wielokrotnie sędzią międzynarodowych zawodów krótkofalarskich. Na emeryturę przeszedł w 1977.
Odznaczony był m.in. Krzyżem Kawalerskim Orderu Odrodzenia Polski i Złotym Krzyżem Zasługi. Zmarł 18 stycznia 2001 we Wrocławiu, tamże został pochowany.